# Osladić
Osladić (Servisch cyrillisch Осладић) is een plaats in de Servische gemeente Valjevo. De plaats telt 592 inwoners (2002).

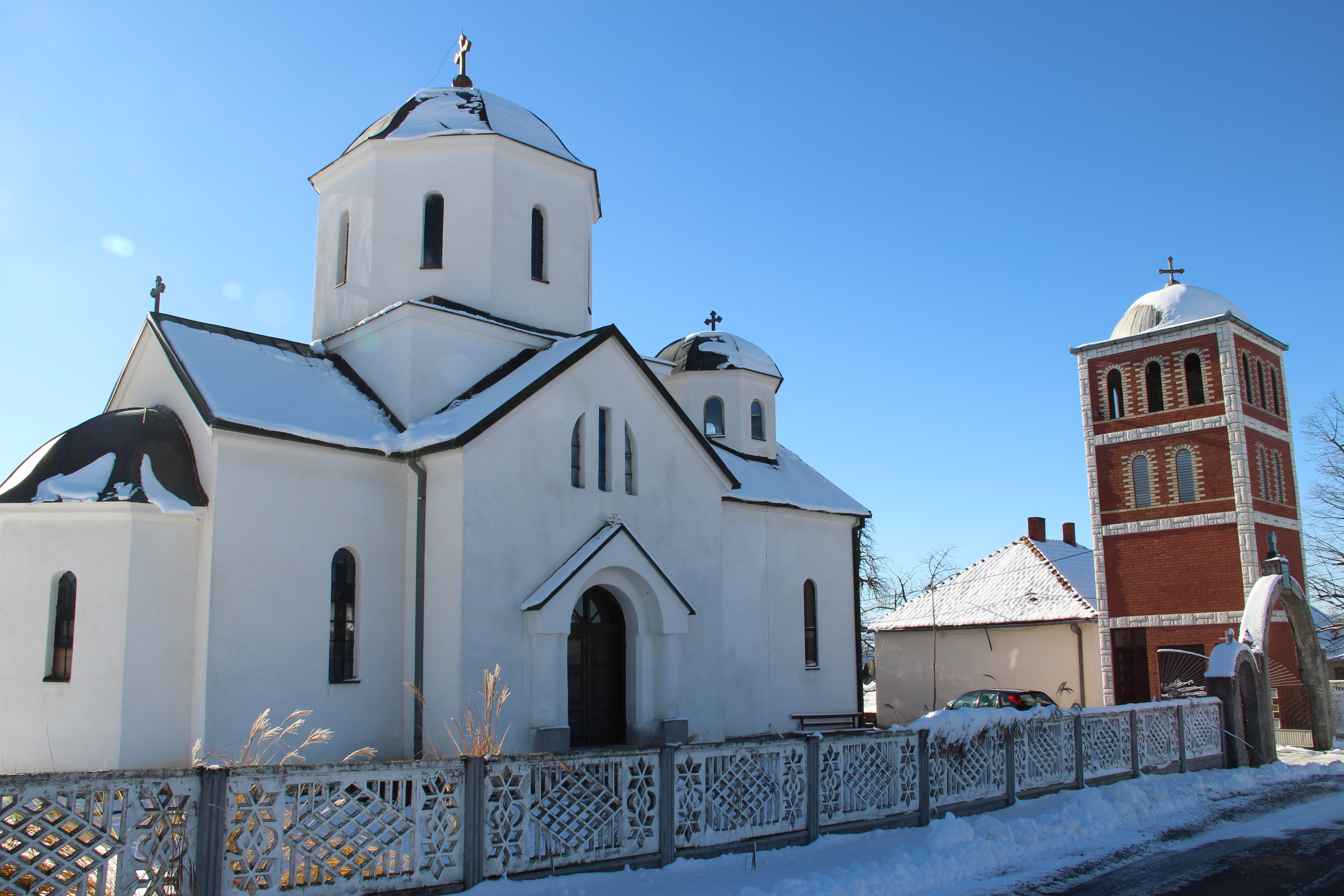
Osladić - church
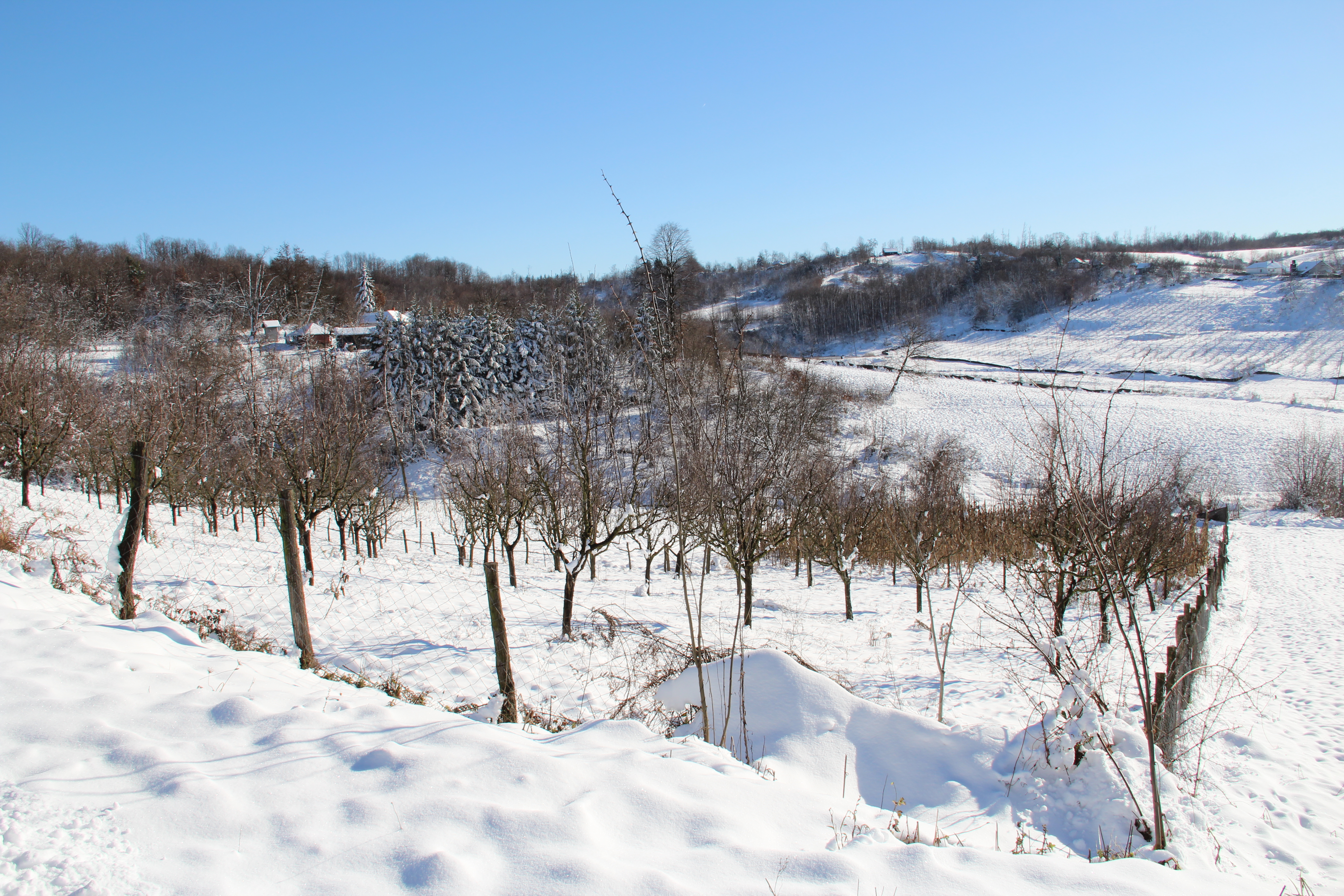
Osladić - panorama
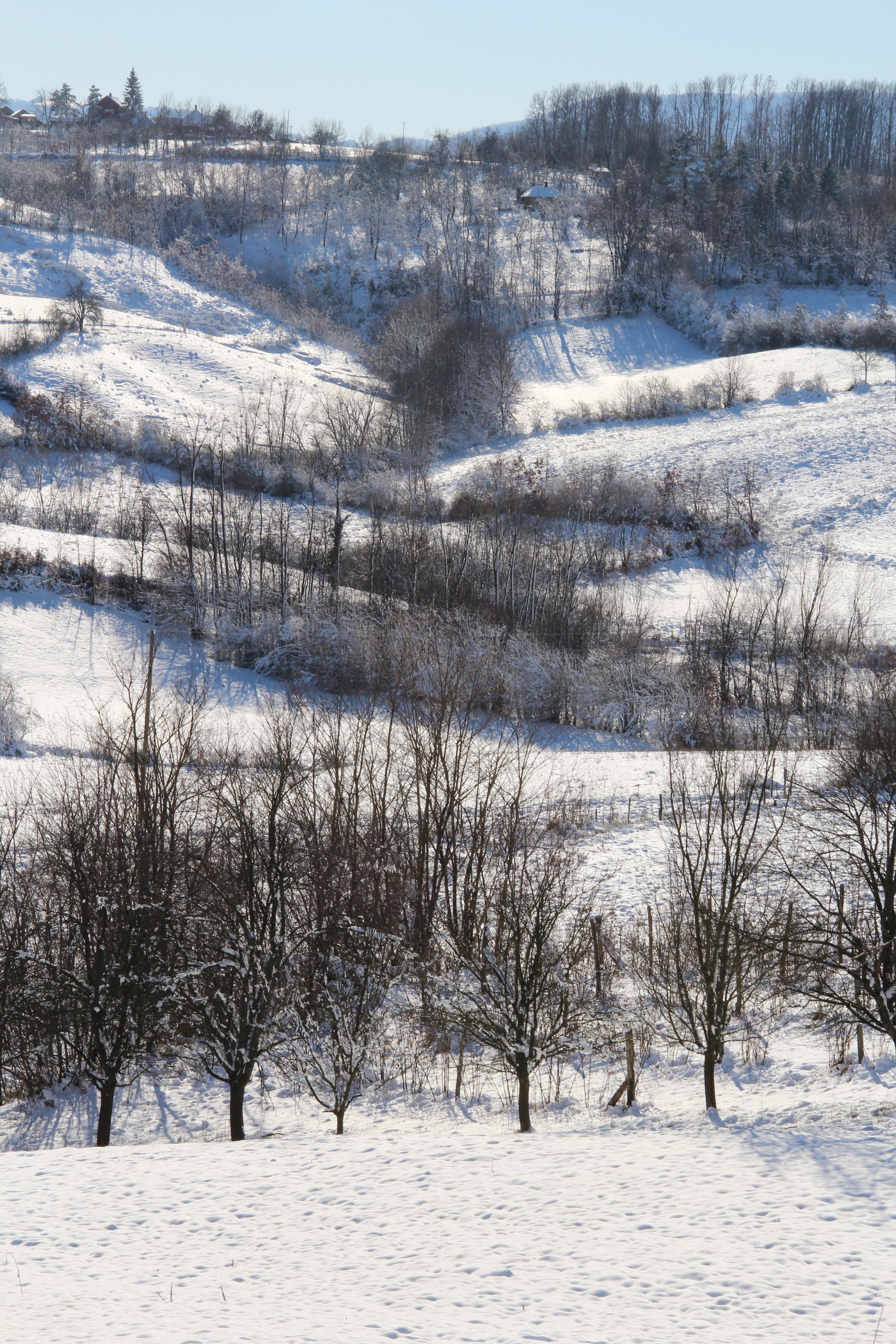
Osladić - panorama
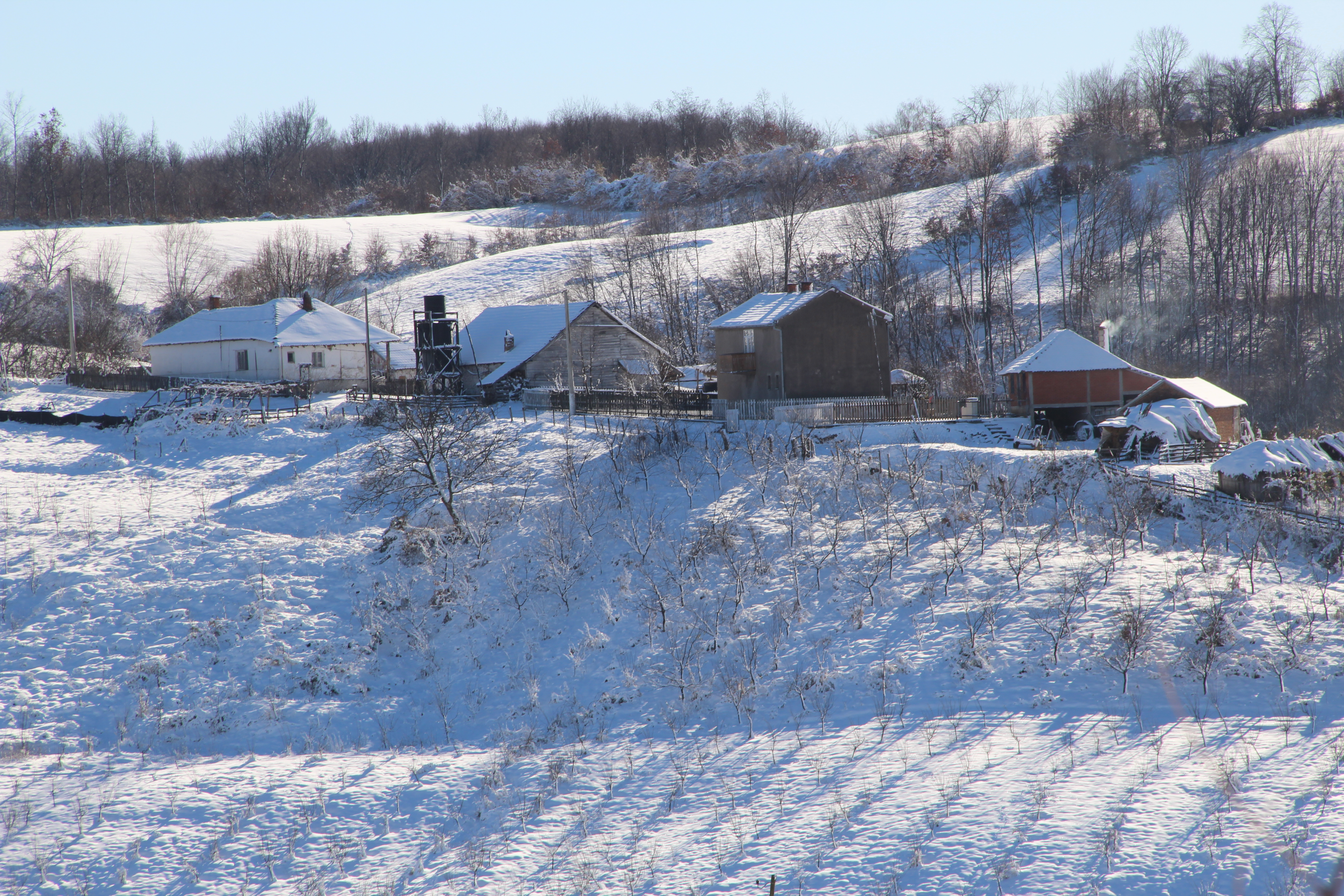
Osladić - panorama
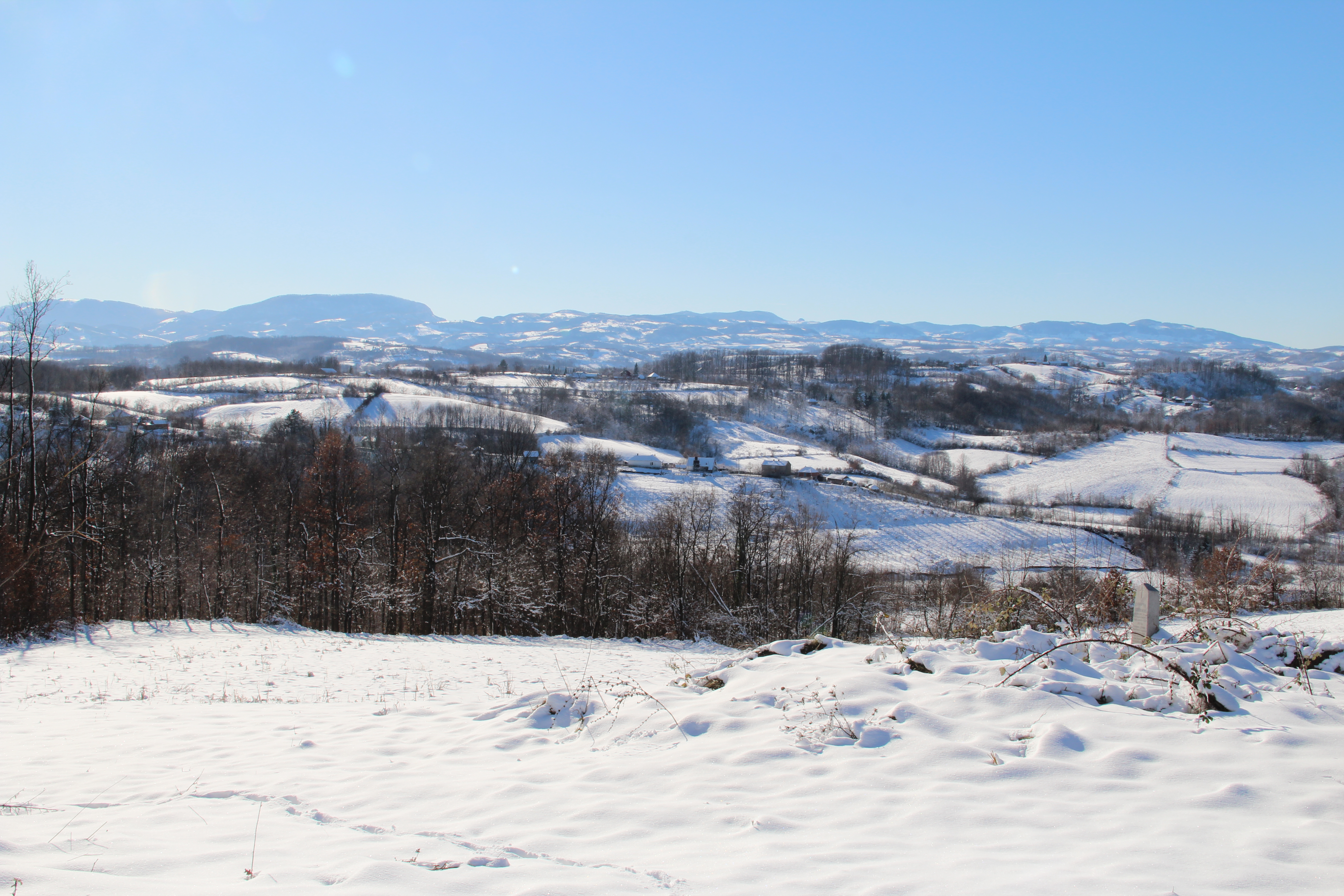
Osladić - panorama
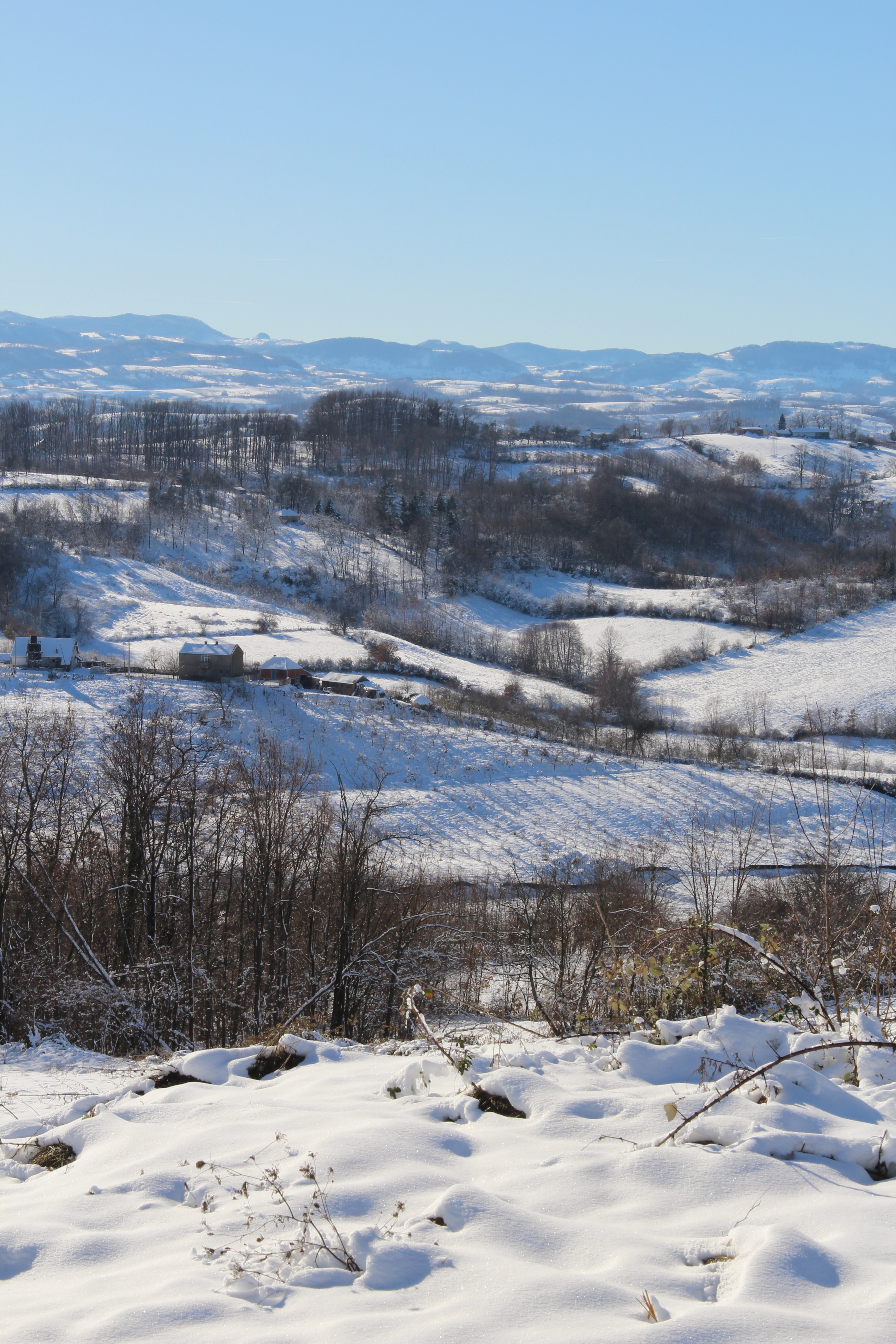
Osladić - panorama
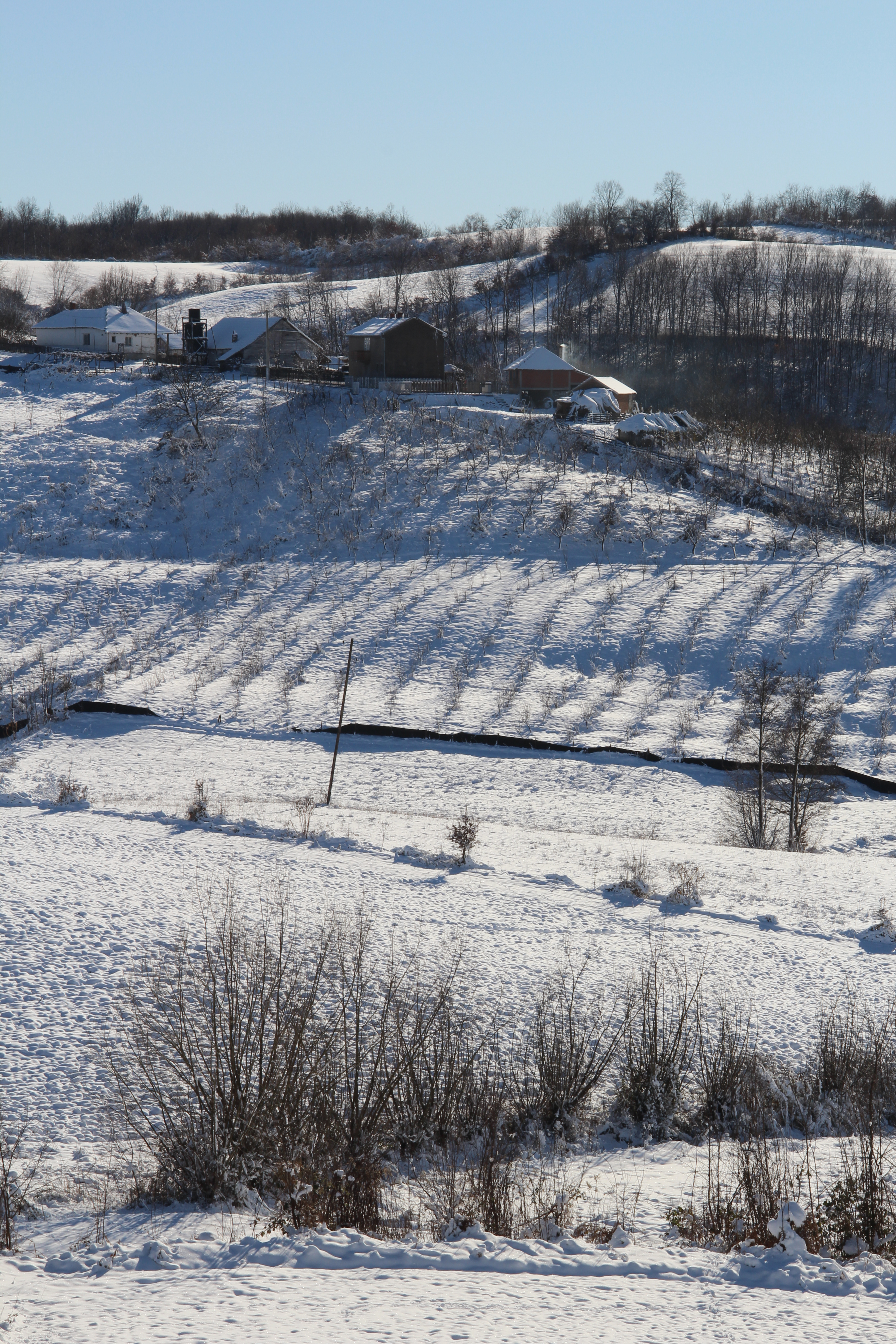
Osladić - panorama
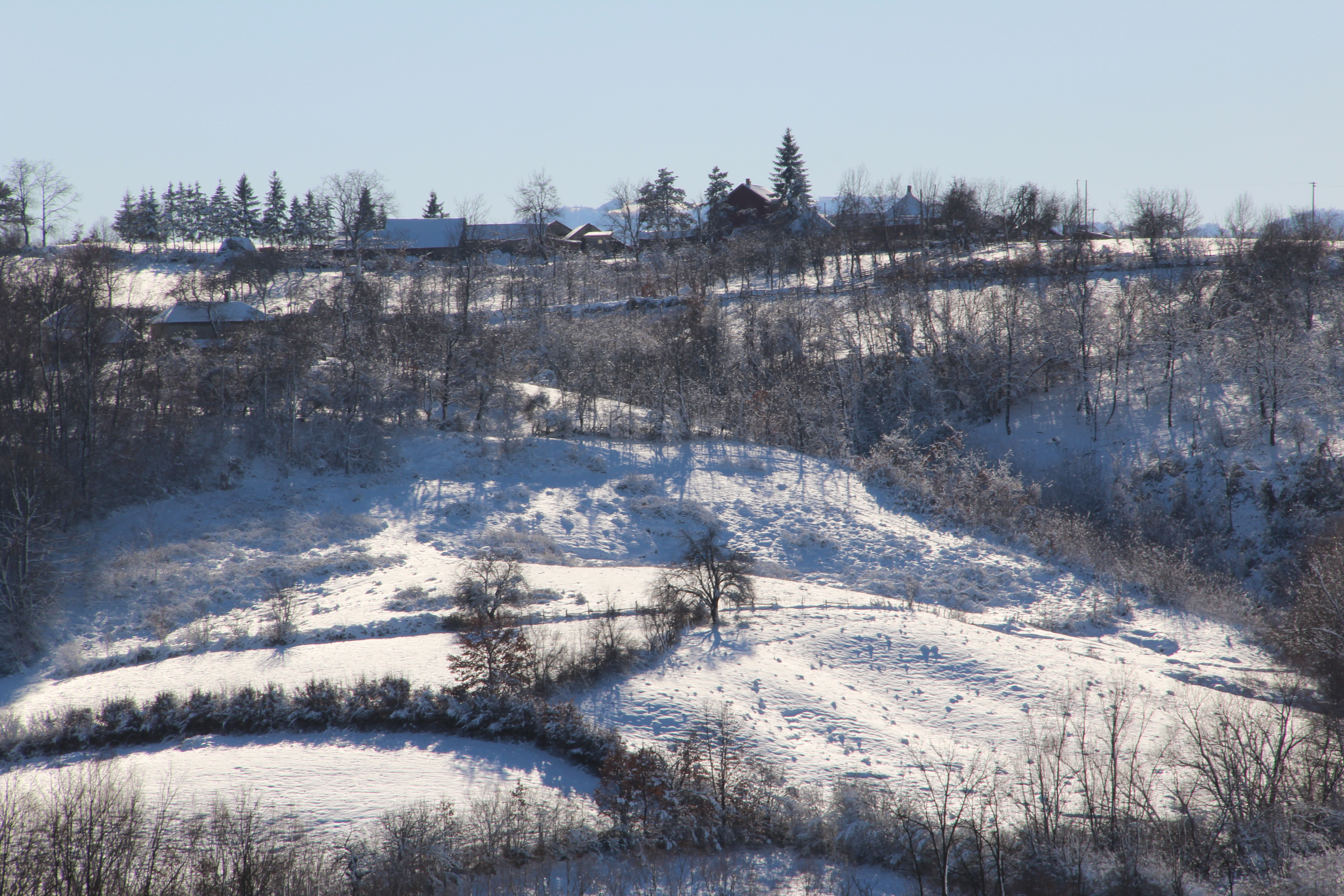
Osladić - panorama